# 两江镇 (桂林市)
两江镇，是中华人民共和国广西壮族自治区桂林市临桂区下辖的一个镇。

## 行政区划
两江镇下辖以下地区：
大坪土村、白洞村、白洞新村、西岭、
两江街社区、二圳村、山口村、保全村、信果村、古定村、宝山村、大洲村、城联村、高寨村、琅琥村、车梁村、两江村、高妙村、洲村、大厦村、培塘村、渡头村、贺村、罗城村、上宅村、宿棠村、高塘村、粟村、油麻村、谢家村和河沙村。